# Prix Lazare-Carnot
Le prix Lazare-Carnot est un prix biennal créé en 1992 par le ministère français de la Défense et destiné à récompenser des travaux de recherche fondamentale ayant des perspectives d'applications à la fois civiles et militaires. Il est un grand prix de l'Académie des sciences. Le prix est doté de 30 500 euros et est nommé en l'honneur de Lazare Nicolas Marguerite Carnot,.

## Liste des lauréats
- 2023 : Geoffroy Lerose, fondateur, président et directeur scientifique de la société Greenerwave, chercheur CNRS à l’Institut Langevin (CNRS/ESPCI Paris) en détachement[3].
- 2021 : Paul Loubeyre, directeur de recherche au CEA à la Direction des applications militaires (DAM) et professeur affilié à l’ENS Paris-Saclay.
- 2019 : Laurent Mugnier, maître de recherche au département d’optique et techniques associées à l’Office national d’études et de recherches aérospatiales à Chatillon.
- 2017 : Agnès Barthélémy, professeur à l’Université Paris-Sud, membre de l’Institut universitaire de France et de l' Unité mixte de physique CNRS/Thales à Paris[4].
- 2015 : Denis Spitzer, directeur de recherches à l’Institut franco-allemand de Saint-Louis, directeur-fondateur du laboratoire des nanomatériaux pour les systèmes sous sollicitations extrêmes à Saint-Louis[5].
- 2013 : Vincent Cros, directeur de recherche à l'Institut de physique[6].
- 2011 : Alain Oustaloup, professeur à l' École nationale supérieure d’électronique, informatique, télécommunications, mathématique et mécanique de Bordeaux (Enseirb-Matmeca)
- 2009 : Christine Garban-Labaune, directrice de recherche au Centre national de la recherche scientifique (Cnrs).
- 2007 : Gérard Mourou, directeur du laboratoire d'optique à l'École nationale supérieure des techniques avancées (Ensta)
- 2005 : Philippe Grangier, directeur de recherche au Centre national de la recherche scientifique (Cnrs).
- 2003 : Jacques Stern, professeur à l'École normale supérieure de Paris.
- 2002 : Patrick Huerre, professeur à l'École polytechnique, membre de l'Académie des sciences[7].
- 1999 : Daniel Gogny, directeur de recherche au Commissariat à l'énergie atomique (Cea).
- 1997 : Marcel Devienne, directeur du Laboratoire de physique moléculaire des hautes énergies de Peymeinade.
- 1995 : Jean Massoulié, directeur de recherche au Centre national de la recherche scientifique (Cnrs).
- 1993 : Pierre-André Raviart, professeur à l'École polytechnique.